# Аррисио, Хуан
Хуа́н Арри́сио (исп. Juan Arricio, 11 декабря 1923 — дата смерти неизвестна, Боливия) — боливийский футболист, полузащитник, участник чемпионата мира 1950 года.

## Клубная карьера
Хуан Аррисио играл за клуб «Аякучо» из столицы Боливии.

## Карьера в сборной
В составе сборной выезжал на чемпионат мира 1950 года в Бразилию, однако на поле не выходил. Также не участвовал и в других матчах сборной.